# António Nobre (Schiedsrichter)
António Emanuel Carvalho Nobre (* 24. November 1988 in Caldas da Rainha) ist ein portugiesischer Fußballschiedsrichter.
Nobre leitet seit der Saison 2016/17 Spiele in der portugiesischen Segunda Liga und seit der Saison 2017/18 Spiele in der Primeira Liga. Bisher hatte er in Letzterer über 70 Einsätze.
Seit 2019 steht er auf der Liste der FIFA-Schiedsrichter und pfeift internationale Fußballspiele.
In der Saison 2019/20 leitete Nobre erstmals ein Spiel in der Qualifikation zur Europa League und in der Saison 2021/22 erstmals ein Spiel in der Qualifikation zur Champions League, des Weiteren hatte er ab derselben Saison seine ersten Einsätze in der Europa Conference League. Zudem pfiff er bereits Partien in der Nations League, in der Youth League, in der Qualifikation zur Europameisterschaft 2024 sowie Freundschaftsspiele.
Außerdem leitete Nobre drei Spiele bei der U-19-Europameisterschaft 2022 in der Slowakei, darunter das Finale zwischen Israel und Portugal (1:3 n. V., 1:1).
Seit der Saison 2023/24 zählt Nobre zur Gruppe der UEFA-First-Category-Schiedsrichter. Am 8. November 2023 debütierte er mit der Spielleitung der Partie Bayern München gegen Galatasaray Istanbul (2:1) in der Champions League.